# プロトン磁力計
プロトン磁力計（プロトンじりょくけい、英語: proton precession magnetometer, PPM）または磁気共鳴型磁気センサは、水素原子核＝陽子（プロトン）の核磁気共鳴を利用して磁場の大きさを計測することを目的とした計測器。

## 概要
水や灯油など水素を豊富に含む物質の周囲にコイルを巻き、電流を流して外部磁場に対して100倍程度の大きさでなるだけ直交する方向の磁場を発生させると、陽子の核スピン軸をその一方向に揃えることができる。この後で電流を切ると、陽子が自然に外部磁場方向を回転軸とする歳差運動を始め、外部磁場の向きにスピンが揃うまでの一定期間の間外部磁場の大きさに比例した周波数の電磁波が放射される。プロトン磁力計は、この周波数を精密に計測して外部磁場の強度を算出する磁力計である。核磁気共鳴の周波数は磁場の強さに比例し、その比例定数は核種で決まっている。地球物理学の研究で地磁気の測定によく用いられる。

## 原理
磁束密度 B の磁場下にスピン磁気モーメント m を置くと、mB だけのトルクが作用するため、陽子の角運動量の大きさを L とすれば、歳差運動の角周波数 ωp は ωp = (m/L)B = γp B で与えられる。
ここで、γp = (m/L) は陽子の磁気回転比と呼ばれる物理定数であり、現在推奨されている数値は 0.2675221900(18)×109 s−1T−1である。
上式を歳差運動の周波数 f = (ωp/2π) を使って書きなおすと、B= (23.486595 nT/Hz) f の形にできる。この f に計測した電磁波の周波数を代入すれば磁場の大きさ B を算出できる。

## 主な用途
- 地下鉱脈の捜索
- 潜水艦の位置特定
- 機雷、地雷の探知センサ

## 文献
- 牧野雅彦 著、物理探査学会 編『物理探査ハンドブック』1998年、第9章3節頁。
- Stefan Hollos; Richard Hollos (2008年8月). Signals from the Subatomic World: How to Build a Proton Precession Magnetometer. Abrazol Publishing. ISBN 9781887187091